# Снежният човек (филм, 2017)
„Снежния човек“ (на английски: The Snowman) е психологически трилър от 2017 г. на режисьора Томас Алфредсон, по сценарий на Хосеин Амини, Питър Строган и Сьорен Свайструп. Като международна копродукция между Великобритания, САЩ, Швеция и Япония, историята е базирана на едноименния роман, написан от Ю Несбьо. Във филма участват Майкъл Фасбендър, Ребека Фъргюсън, Шарлот Генсбур, Вал Килмър и Джей Кей Симънс.